# Баронін Анатолій Вікторович
Анато́лій Ві́кторович Баро́́нін (31 серпня 1932, Москва, СРСР — 29 липня 2019, Київ, Україна) — радянський розвідник, полковник першого головного управління КДБ СРСР.

## Життєпис
Народився в Москві в родині радянського контррозвідника, що під час Другої світової війни брав участь у захопленні архівів Рейхстагу. Саме під впливом батька у хлопця сформувалося бажання стати розвідником. Баронін закінчив Московський економіко-статистичний інститут, після чого був направлений за розподілом на роботу в Молдову, де за два роки отримав запрошення до місцевого управління контррозвідки.
9 вересня 1959 року Анатолія Бароніна було переведено до лав служби зовнішньої розвідки СРСР. На той час між спецслужбами СРСР та США точилася гостра боротьба за вплив на уряди новопроголошених африканських країн, тож після закінчення розвідшколи він потрапив до африканського відділу. Перше відрядження Бароніна на «чорний континент» було у статусі одного з лідерів Комітету молодіжних організацій. До його обов'язків входило ознайомлення з життям народів Західної Африки, встановлення контактів, допомога африканським партнерам у реалізації різноманітних програм розвитку, розбудова спортивної та освітньої інфраструктури і виконання спеціальних завдань.

## Відзнаки та нагороди
- Орден Данила Галицького
- Заслужений працівник освіти України
- Нагрудний знак «Почесний співробітник зовнішньої розвідки України»